# Linia kolejowa Cottbus – Forst (Lausitz)
Linia kolejowa Cottbus – Forst (Lausitz) – ważna, niezelektryfikowana linia kolejowa w kraju związkowym Brandenburgia, w Niemczech. Łączy Chociebuż z Forst (Lausitz) i dalej z granicą Polski. Jest częścią międzynarodowego połączenia kolejowego Berlin-Wrocław.